# Kirikuküla (Tõrva)
Kirikuküla is een plaats in de Estlandse gemeente Tõrva, provincie Valgamaa. De plaats heeft de status van dorp (Estisch: küla). De naam betekent ‘kerkdorp’.
Kirikuküla lag tot in oktober 2017 in de gemeente Helme. In die maand ging de gemeente op in de gemeente Tõrva.

## Bevolking
De ontwikkeling van het aantal inwoners blijkt uit het volgende staatje:
| Jaar            | 2000 | 2010 | 2011 | 2017 | 2019 | 2021 |
| --------------- | ---- | ---- | ---- | ---- | ---- | ---- |
| Aantal inwoners | 83   | 152  | 115  | 133  | 133  | 27   |

## Geografie
Kirikuküla ligt ten westen van de stad Tõrva en ten zuidwesten van de vlek Helme. De Põhimaantee 6, de hoofdweg van Pärnu via Valga naar de grens met Letland, vormt de grens met Helme.

## Geschiedenis
Kirikuküla was het dorp waar de kerk van Helme stond, die al in 1366 werd genoemd. De Estische naam voor de kerk is Helme Püha Neitsi Maarja kirik (kerk van de Heilige Maagd Maria in Helme). Oorspronkelijk was het een stenen kerk zonder toren. In 1624 waren er twee kerken: de Mariakerk en de Kruiskerk. In 1702, tijdens de Grote Noordse Oorlog, werd de Mariakerk door Russische troepen platgebrand. In de jaren twintig van de 18e eeuw werd de kerk weer opgebouwd; nu kreeg ze een houten toren. De Kruiskerk brandde in 1740 uit door een blikseminslag. In 1944, tijdens de Tweede Wereldoorlog, werd de Mariakerk opnieuw vernield. Daarna is ze niet meer opgebouwd.
De pastorie van de kerk is wel bewaard gebleven. Het gebouw dateert uit 1779, maar het is In het laatste kwart van de 19e eeuw verbouwd. In 1998 is het gebouw gerestaureerd. Het museum voor streekhistorie is hier gevestigd.
Het dorp zelf behoorde tot de bezittingen van de Mariakerk. Tot 1930 werd het ook wel Kiriku genoemd. In 1945 werden een deel van het buurdorp Kangru en het buurdorp Metsaküla bij Kirikuküla gevoegd.

## Foto's

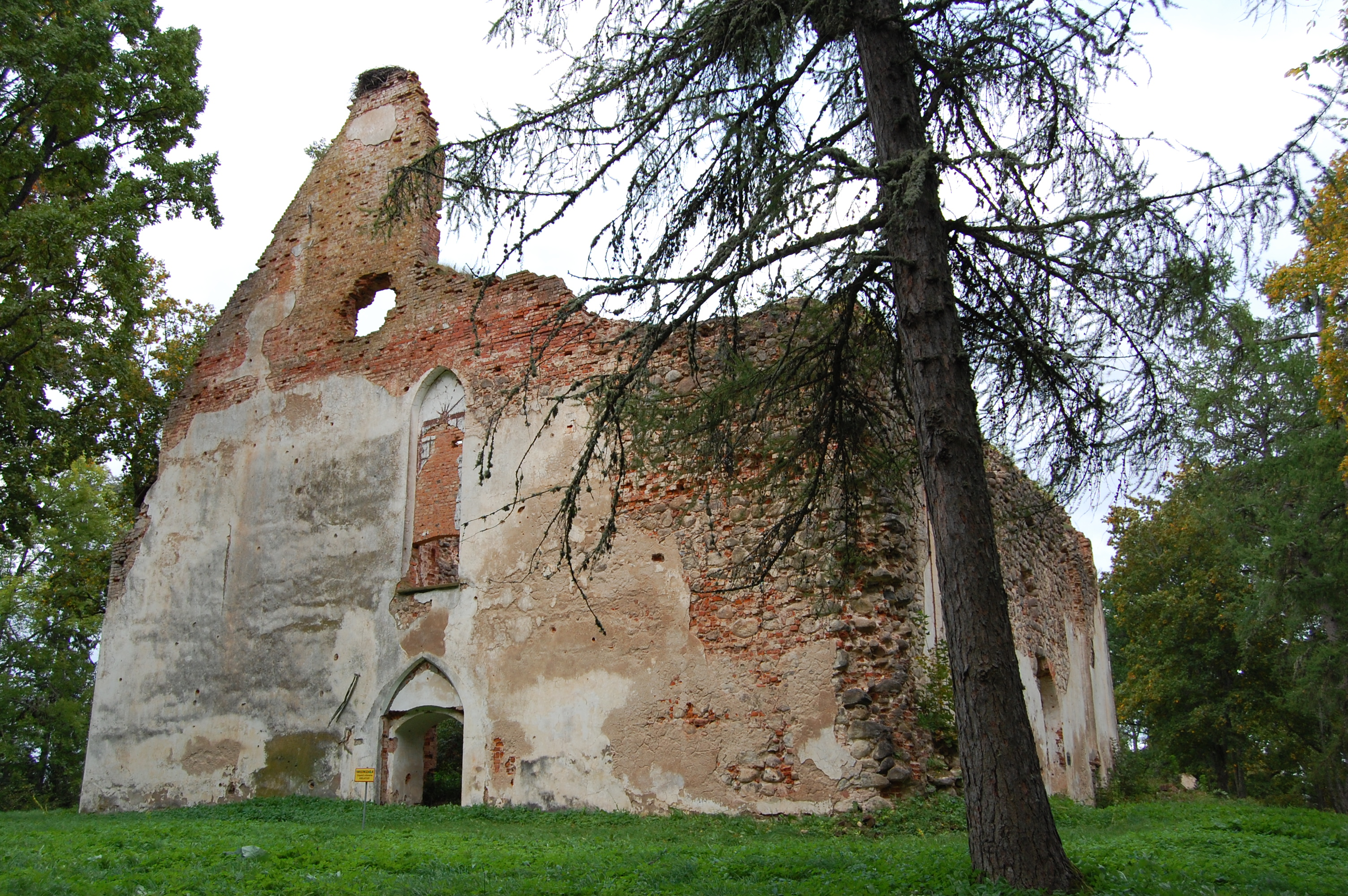
Ruïne van de Mariakerk
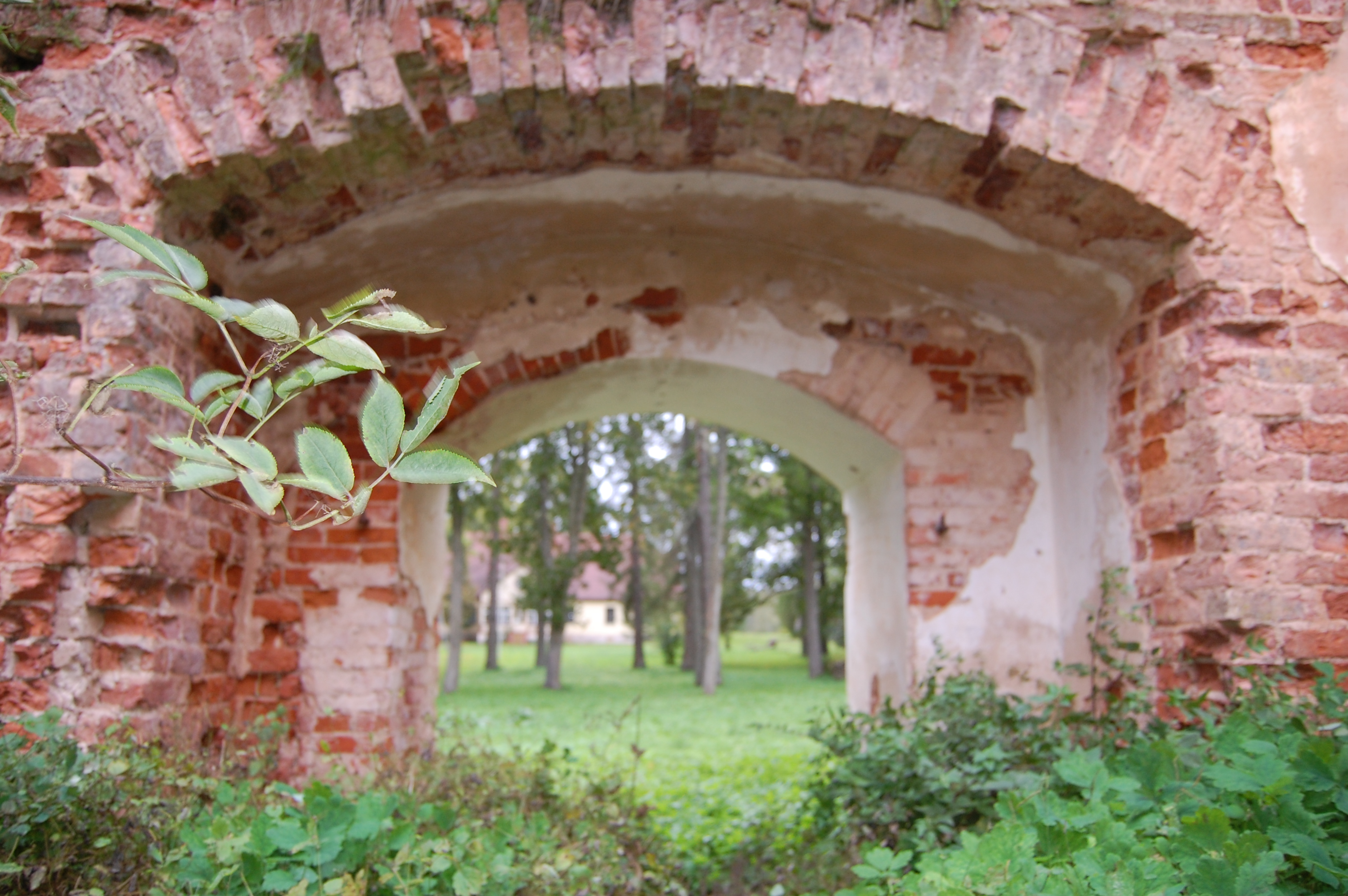
Uitzicht vanuit de kerk
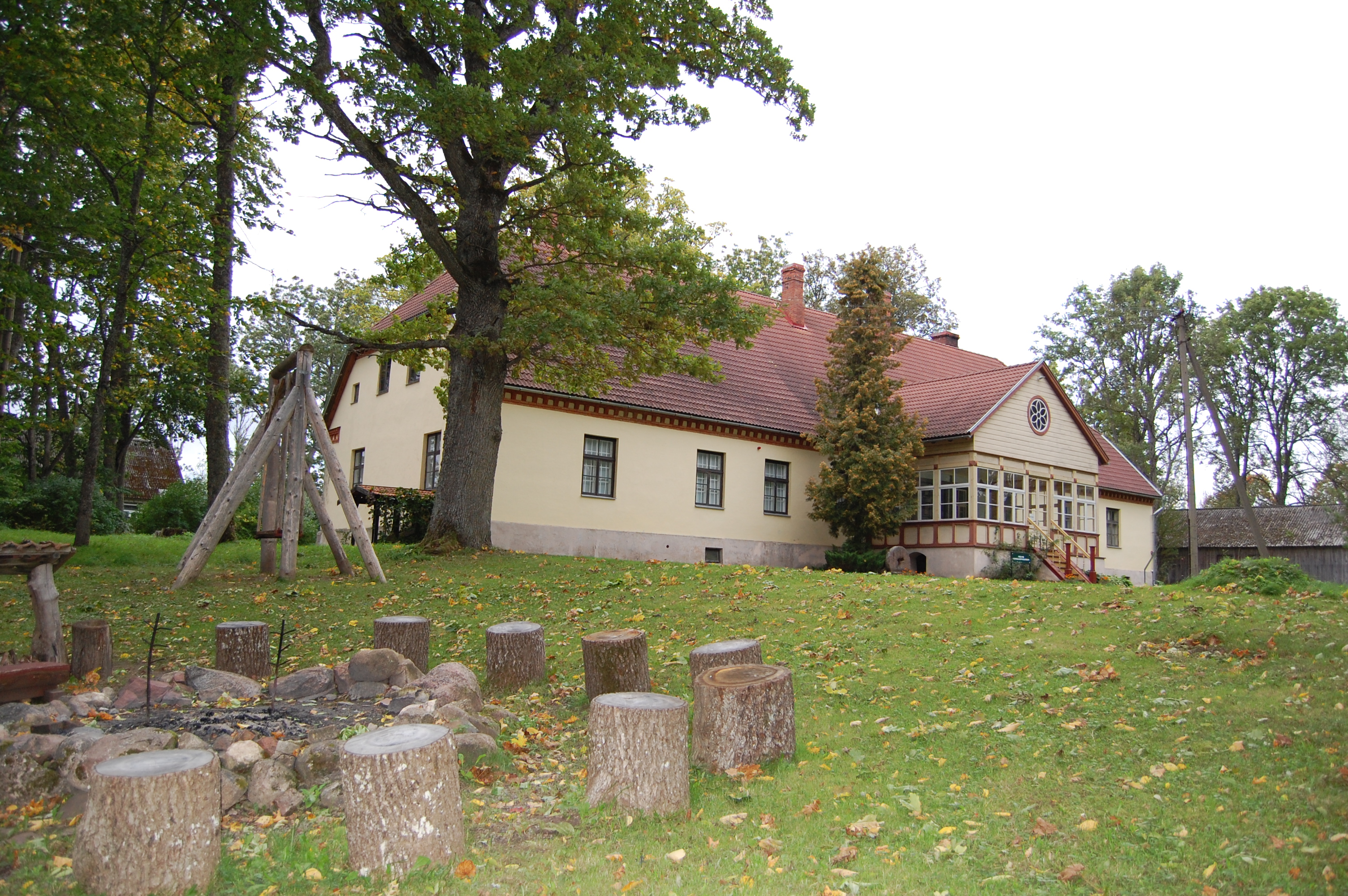
De pastorie